# Football aux Jeux des îles
Les Jeux des îles sont généralement l'occasion d'une compétition de football qui a lieu tous les deux ans. Les équipes participantes sont membres de l'Association internationale des jeux des îles (IIGA). La majorité des sélections sont issues du continent Européen (19 équipes), quatre d'Amérique et une d'Afrique. Jersey a remporté à 4 reprises le tournoi masculin. Åland et les Îles Féroé ont remporté à trois reprises le tournoi féminin.
Un tournoi de football "Inter-Games 2019" s'est déroulé du 15 au 22 juin 2019 à Anglesey, au Pays de Galles. Il a été organisé en raison de l'hôte des Jeux des îles 2019, Gibraltar étant incapable d'organiser un tournoi en raison du manque de terrains. Comme le football est l'un des sports les plus populaires aux jeux, il a été décidé d'organiser les matchs ailleurs, bien que les résultats ne fassent pas officiellement partie de l'histoire des Jeux de l'île.

## Tournoi masculin

### Palmarès
| N°                                                       | Date | Lieu          | Finale        | Finale              | Finale     | Match pour la 3e place | Match pour la 3e place | Match pour la 3e place |
| N°                                                       | Date | Lieu          | Vainqueur     | Score               | Finaliste  | 3e place               | Score                  | 4e place               |
| -------------------------------------------------------- | ---- | ------------- | ------------- | ------------------- | ---------- | ---------------------- | ---------------------- | ---------------------- |
| 1er                                                      | 1989 | Îles Féroé    | Îles Féroé    | Championnat         | Anglesey   | Åland                  | Championnat            | Groenland              |
| 2e                                                       | 1991 | Îles Åland    | Îles Féroé    | 2-0                 | Anglesey   | Jersey                 | 2-0                    | Åland                  |
| 3e                                                       | 1993 | Île de Wight  | Jersey        | 5-1                 | Île de Man | Åland                  | 2-1                    | Groenland              |
| 4e                                                       | 1995 | Gibraltar     | Île de Wight  | 1-0                 | Gibraltar  | Jersey                 | 6-3                    | Groenland              |
| 5e                                                       | 1997 | Jersey        | Jersey        | 3-1                 | Anglesey   | Île de Wight           | 1-0                    | Guernesey              |
| 6e                                                       | 1999 | Gotland       | Anglesey      | 1-0                 | Île de Man | Île de Wight           | 2-0                    | Jersey                 |
| 7e                                                       | 2001 | Île de Man    | Guernesey     | 0-0 (t.a.b : 3 - 1) | Åland      | Jersey                 | 2-0                    | Île de Wight           |
| 8e                                                       | 2003 | Guernesey     | Guernesey     | 3-1                 | Île de Man | Jersey                 | 3-0                    | Île de Wight           |
| 9e                                                       | 2005 | Îles Shetland | Îles Shetland | 2-0                 | Guernesey  | Hébrides extérieures   | 4-0                    | Île de Man             |
| 10e                                                      | 2007 | Rhodes        | Gibraltar     | 4-0                 | Rhodes     | Hébrides extérieures   | 1-0                    | Bermudes               |
| 11e                                                      | 2009 | Åland         | Jersey        | 2-1                 | Åland      | Guernesey              | 5-0                    | Île de Man             |
| 12e                                                      | 2011 | Île de Wight  | Île de Wight  | 4-2                 | Guernesey  | Jersey                 | 5-1                    | Åland                  |
| 13e                                                      | 2013 | Bermudes      | Bermudes      | 1-0                 | Groenland  | Îles Malouines         | 6-0                    | Frøya                  |
| 14e                                                      | 2015 | Jersey        | Jersey        | 3-0                 | Île de Man | Minorque               | 1-0                    | Îles Shetland          |
| 15e                                                      | 2017 | Gotland       | Île de Man    | 6-0                 | Groenland  | Guernesey              | 1-0                    | Minorque               |
| Tournoi 2021 annulé en raison de la pandémie de Covid-19 |      |               |               |                     |            |                        |                        |                        |
| 16e                                                      | 2023 | Guernesey     | Jersey        | 5-2                 | Anglesey   | Île de Wight           | 2-1                    | Bermudes               |
| 17e                                                      | 2025 | Orcades       | Bermudes      | 3-1                 | Anglesey   | Île de Man             | 3-2                    | Jersey                 |
| 18e                                                      | 2027 | Îles Féroé    |               | X-X                 |            |                        | X-X                    |                        |

### Bilan par sélection masculine
Le tableau suivant présente le bilan par sélection ayant atteint au moins une fois le dernier carré.
| Îles                 | Vainqueur | Finaliste | Troisième | Quatrième |
| -------------------- | --------- | --------- | --------- | --------- |
| Jersey               | 5         | 0         | 5         | 2         |
| Guernesey            | 2         | 2         | 2         | 1         |
| Île de Wight         | 2         | 0         | 3         | 2         |
| Bermudes             | 2         | 0         | 0         | 2         |
| Îles Féroé           | 2         | 0         | 0         | 0         |
| Anglesey             | 1         | 5         | 0         | 0         |
| Île de Man           | 1         | 4         | 1         | 2         |
| Gibraltar            | 1         | 1         | 0         | 0         |
| Îles Shetland        | 1         | 0         | 0         | 1         |
| Åland                | 0         | 2         | 2         | 2         |
| Groenland            | 0         | 2         | 0         | 3         |
| Rhodes               | 0         | 1         | 0         | 0         |
| Île de Wight         | 0         | 0         | 2         | 2         |
| Hébrides extérieures | 0         | 0         | 2         | 0         |
| Minorque             | 0         | 0         | 1         | 1         |
| Îles Malouines       | 0         | 0         | 1         | 0         |
| Frøya                | 0         | 0         | 0         | 1         |

## Tournoi féminin

### Palmarès
| N°                                                       | Date | Lieu          | Finale     | Finale              | Finale                | Match pour la 3e place | Match pour la 3e place | Match pour la 3e place |
| N°                                                       | Date | Lieu          | Vainqueur  | Score               | Finaliste             | 3e place               | Score                  | 4e place               |
| -------------------------------------------------------- | ---- | ------------- | ---------- | ------------------- | --------------------- | ---------------------- | ---------------------- | ---------------------- |
| 1er                                                      | 2001 | Île de Man    | Îles Féroé | 5-4                 | Åland                 | Jersey                 | 3-2                    | Île de Man             |
| 2e                                                       | 2003 | Guernesey     | Îles Féroé | 5-2                 | Gotland               | Jersey                 | 3-2                    | Guernesey              |
| 3e                                                       | 2005 | Îles Shetland | Îles Féroé | 12-0                | Guernesey             | Åland                  | 8-0                    | Îles Shetland          |
| 4e                                                       | 2007 | Rhodes        | Åland      | 3-0                 | Île-du-Prince-Édouard | Bermudes               | 0-0 (t.a.b : 4 - 3)    | Île de Man             |
| 5e                                                       | 2009 | Åland         | Åland      | 2-0                 | Gotland               | Île de Man             | 3-1                    | Île de Wight           |
| 6e                                                       | 2011 | Île de Wight  | Åland      | 5-1                 | Île de Man            | Groenland              | 1-0                    | Hébrides extérieures   |
| 7e                                                       | 2013 | Bermudes      | Bermudes   | 0-0 (t.a.b : 5 - 4) | Groenland             | Hitra                  | -                      |                        |
| 8e                                                       | 2015 | Jersey        | Jersey     | 1-0                 | Åland                 | Gotland                | 2-0                    | Île de Man             |
| 9e                                                       | 2017 | Gotland       | Gotland    | 2-1                 | Île de Man            | Jersey                 | 3-1                    | Île de Wight           |
| Tournoi 2021 annulé en raison de la pandémie de Covid-19 |      |               |            |                     |                       |                        |                        |                        |
| 10e                                                      | 2023 | Guernesey     | Bermudes   | 4-0                 | Hébrides extérieures  | Île de Man             | 3-1                    | Minorque               |
| 11e                                                      | 2025 | Orcades       | Bermudes   | 1-1 (t.a.b : 4 - 2) | Île de Man            | Hébrides extérieures   | 3-0                    | Gozo                   |
| 12e                                                      | 2027 | Îles Féroé    |            | X-X                 |                       |                        | X-X                    |                        |

### Bilan par sélection féminine
Le tableau suivant présente le bilan par sélection ayant atteint au moins une fois le dernier carré.
| Îles                  | Vainqueur | Finaliste | Troisième | Quatrième |
| --------------------- | --------- | --------- | --------- | --------- |
| Åland                 | 3         | 2         | 1         | 0         |
| Bermudes              | 3         | 0         | 1         | 0         |
| Îles Féroé            | 3         | 0         | 0         | 0         |
| Gotland               | 1         | 2         | 1         | 0         |
| Jersey                | 1         | 0         | 3         | 0         |
| Île de Man            | 0         | 3         | 2         | 3         |
| Groenland             | 0         | 1         | 1         | 0         |
| Guernesey             | 0         | 1         | 0         | 1         |
| Hébrides extérieures  | 0         | 1         | 1         | 1         |
| Île-du-Prince-Édouard | 0         | 1         | 0         | 0         |
| Hitra                 | 0         | 0         | 1         | 0         |
| Île de Wight          | 0         | 0         | 0         | 2         |
| Îles Shetland         | 0         | 0         | 0         | 1         |
| Minorque              | 0         | 0         | 0         | 1         |
| Gozo                  | 0         | 0         | 0         | 1         |